# Îles Salomon aux Jeux olympiques d'été de 2020
Les Îles Salomon participent aux Jeux olympiques d'été de 2020 à Tokyo, au Japon. Ces jeux, prévus initialement du 24 juillet au 9 août 2020, ont finalement lieu du 23 juillet au 8 août 2021 à cause de la pandémie de COVID-19. Il s'agit de la 10e participation des Îles Salomon à des Jeux olympiques d'été.
La délégation salomonienne consiste en trois athlètes : la coureuse de longue distance Sharon Firisua, le nageur Edgar Iro et l'haltérophile Mary Kini Lifu. Sharon Firisua et Edgar Iro se qualifient grâce à des places d'universalité attribuées par World Athletics et la Fédération internationale de natation respectivement, tandis que Mary Kini Lifu se qualifie en étant l'athlète océanienne la mieux classée dans sa catégorie selon le classement de la Fédération internationale d'haltérophilie. Sharon Firisua et Edgar Iro sont les porte-drapeaux de leur pays lors de la cérémonie d'ouverture tandis que Mary Kini Lifu porte seule le drapeau lors de la cérémonie de clôture.
Aucun des trois athlètes ne remporte de médaille et, de ce fait, le total de médailles des Îles Salomon depuis leur première participation en 1984 reste à zéro. Le pays déclare néanmoins qu'il considère que sa participation à ces Jeux lui a servi de terrain d'apprentissage pour l'organisation des Jeux du Pacifique de 2023.

## Athlètes engagés
| Sport         | Hommes | Femmes | Total |
| ------------- | ------ | ------ | ----- |
| Athlétisme    | 0      | 1      | 1     |
| Haltérophilie | 0      | 1      | 1     |
| Natation      | 1      | 0      | 1     |
| Total         | 1      | 2      | 3     |

## Résultats

### Athlétisme
Les Îles Salomon bénéficient d'une place attribuée au nom de l'universalité des Jeux. Sharon Firisua dispute le marathon féminin.
| Athlète        | Épreuve          | Finale            | Finale |
| Athlète        | Épreuve          | Temps             | Rang   |
| -------------- | ---------------- | ----------------- | ------ |
| Sharon Firisua | Marathon féminin | 3 h 2 min 10 s NR | 72e    |

### Haltérophilie
Mary Kini Lifu obtient une place qualificative aux jeux, sur la base du classement mondial sur la zone Océanie.
| Athlète        | Compétition           | Arraché  | Arraché | Épaulé-jeté | Épaulé-jeté | Total  | Rang |
| Athlète        | Compétition           | Résultat | Rang    | Résultat    | Rang        | Total  | Rang |
| -------------- | --------------------- | -------- | ------- | ----------- | ----------- | ------ | ---- |
| Mary Kini Lifu | Moins de 55 kg femmes | 67 kg    | 14e     | 87 kg       | 14e         | 154 kg | 14e  |

### Natation
Le comité bénéficie de deux places attribuées au nom de l'universalité des Jeux.
| Athlète   | Épreuve                   | Série        | Série | Demi-finale | Demi-finale | Finale  | Finale  |
| Athlète   | Épreuve                   | Temps        | Rang  | Temps       | Rang        | Temps   | Rang    |
| --------- | ------------------------- | ------------ | ----- | ----------- | ----------- | ------- | ------- |
| Edgar Iro | 100 m nage libre masculin | 1 min 0 s 73 | 70e   | Éliminé     | Éliminé     | Éliminé | Éliminé |